# Folytassa, cowboy!
Folytassa, cowboy!, eredeti angol címén Carry On Cowboy, 1965-ben bemutatott brit (angol) filmvígjáték, westernfilm-paródia, a Gerald Thomas által rendezett Folytassa… filmsorozat 11. darabja. Főszereplői a sorozat rendszeres sztárjai, Sidney James, Joan Sims, Kenneth Williams, Peter Butterworth, Jim Dale és Charles Hawtrey. Ebben a filmben debütáltak későbbi rendszeres szereplők, Peter Butterworth, Bernard Bresslaw és Angela Douglas. Egy mellékszerepben feltűnik Peter Gilmore, a későbbi Onedin-sorozat sztárja.

## Cselekmény
A vadnyugati Stodge City-ben (célzás A holnap hősei városára, Dodge City-re) békésen folyik az élet. Burke bíró, egyben polgármester (Kenneth Williams) köztiszteletnek örvend, mióta elűzte a városból Jessie James-t, aki valójában egy rossz erkölcsű, bár igen csinos nőszemély (!) volt. Burke bíró azóta szigorú rendet tart a városban, nincs lövöldözés, tilos az alkohol, a köpködés és a káromkodás. A kártyázók jackpotja nem pénz, hanem valódi éjjeliedény.
Ide érkezik Johnny Finger, a Rumpo kölyök (Rumpo Kid), körözött marhatolvaj, gyilkos és útonálló (Sidney James). Azzal nyit, hogy pisztolypárbajban lepuffant három helyi lakost. A kocsmában – Burke bíró tiltakozása ellenére – whiskeyt rendel, jelezve, hogy a keménykedőket le szokta lőni. A szalon tulajdonosnője, a villámkezű Belle (Joan Sims) szobát nyittat neki, de Rumpo a lovát fekteti az ágyba. Burke bíró riasztja Earp sheriffet, de Rumpo őt is lepuffantja, és átveszi a hatalmat a városban. Belle-nek elcsavarja a fejét, átveszi a szálloda vezetését, amit bordéllyá és szerencsejáték-barlanggá alakít. A békés lakosokat terrorizálja, mindennapossá teszi a marhalopást és bankrablást. A város a bűn fertőjébe süpped, Rumpo barátai lövöldöznek az utcán, a színpadon erkölcstelen kánkánt táncolnak, az úri közönség piál és verekszik, a temetkezési vállalkozó üzlete fellendül.
Burke bíró Washingtonhoz fordul segítségért, régi egyetemi ismerőséhez, a jogi kar egykori portásához, aki most belügyminiszter. Rendőrbíró (szövetségi marsall) kiküldését kéri, a várost uraló törvényenkívüliek kifüstölésére. A kormánynak azonban nincs szabad marsallja, mind börtönbe került vagy lelőtték. Tévedésből itt jelentkezik munkára Marshal P. Knutt csatorna-, szemétszállítási és közegészségügyi mérnök (Jim Dale). A belügyminiszter megkérdezi: Ön csakugyan „marsall”? Meg tud „tisztítani” egy várost? Igenlő válaszait hallva máris elküldi a „marsallt” Stodge Citybe. Amikor Rumpo erről hírt kap, elmegy az indiánokhoz. Az alkoholista Nagy Rakás törzsfőnököt (Charles Hawtrey) és fiát, a skalpmániás Kis Rakást (Bernard Bresslaw) felbéreli, hogy támadják meg a Denverből érkező postakocsit és öljék meg a marsallt. Cserébe sok „tüzes vizet” ígér ajándékba.
Marshal P. Knutt a postakocsin megismerkedik a szép Annie Oakley-val (Angela Douglas), a megölt Earp sheriff leányával, aki apja gyilkosát keresi. Az indiánok megtámadják őket, Marshal csak szerencsétlenkedik, Annie pisztollyal lelő néhány harcost, a többi elmenekül. A városban mindenki Marshalt ünnepli, azt hiszik, hogy ő verte vissza a támadást. Marshal maga is elhiszi, hogy ő a nagy lövész. Burke bíró rövidesen szembesül azzal, hogy nem szövetségi marsall érkezett, csak egy Marshal nevű csatornamérnök. Burke rábeszéli Marshalt, vállalja el a bűnözőket kiűző marsall dicsőséges szerepét. Annie közben beköltözik a szállodába és Earp seriff gyilkosa után érdeklődik. Rumpo ki akarja dobni, de a fürdőkádban találja. A látványtól megenyhül és Annie elcsábítására készül. A féltékeny Belle átlát a szitán és felpofozza Rumpót.
Rumpo bejelenti Marshalnak, hogy tolvajok éjjel Sam ezredes marháit készülnek elhajtani. Burke noszogatja Marshalt, fogja el őket. Rumpo azonban csapdát állít, Sam ezredes és emberei a csorda körül bóklászó Marshalt kapják el és marhalopásért nyomban fel akarják kötni. A lesben álló Annie, aki megkedvelte Marshalt, álarcban lövöldözve megmenti.
Annie dizőzként fellép Belle bárjában, Rumpo teljesen belezúg. Annie elhiteti vele, hogy azért keresi a gonosz Earp seriff gyilkosát, hogy hálából odaadja magát neki. Belle hiába óvja, Rumpo bevallja Annie-nak, hogy ő maga ölte meg Earp seriffet. Annie most már tudja, ki apjának gyilkosa. Titkos randevúra hívja Rumpót, hogy lelőhesse. Közben Nagy Rakás törzsfőnök, akinek nincs pénze „tüzes vízre”, bekiabál a kocsmába: „Aranyér a Medve-csapáson”. Mindenki csapot-papot otthagyva kirohan, lóra kap és elvágtat. A kiürült kocsmában Nagy Rakás kihörpinti az otthagyott italokat, és a sárga földig leissza magát. Marshal fogdába zárja a holtrészeg törzsfőnököt. Rumpo attól fél, ha kijózanodik, elmondhatja a postakocsis támadás és a marhalopás történetét a marsallnak. Annie szobájába tévedésből Charlie, a csapos nyit be, Annie őt lövi szitává Rumpo helyett.
Marshalt az irodájában felkeresi előbb a sértett Belle, aztán a bűnbánó Annie, és összeverekszenek a fiúért. Rumpo, aki a fogoly kiszabadítását szervezi, Dolorest is beküldi Marshalhoz, hogy terelje el a figyelmét. Ő is bekapcsolódik a nők verekedésébe. Marshal rajtaüt a bandán, de saját magát zárja be a cellába, Rumpóék pedig elszöknek a városból. A lakosság Marshalt hősként ünnepli.
Rumpo elrabolja Burke bírót, és kiszedi belőle, hogy Marshal nem is „marsall”, csak csatornamérnök. Rumpo bosszút esküszik: pontban délben visszajön a városba és megöli Marshalt, ha ott találja. Csak Annie marad Marshal mellett. Kiderül minden: Annie lőtte le az indiánokat, ő mentette meg az akasztástól is, Marshal nem is tud lőni. Annie könyörög neki, meneküljenek el együtt, de Marshal megmakacsolja magát, ki akar állni Rumpóék ellen. Annie megtanítja a Colt kezelésére. Marshal a csatornába bújik, és az aknafedelek alól egyenként lelövi a banditákat, Rumpót elfogja, de őt a lovon odavágtató szerelmes Belle megszökteti. A város megmenekül, Annie nyakába borul Marshalnak, a temetési vállalkozó felveszi az elesettek méreteit.

## Szereposztás
| Szerep                                   | Színész            | Magyar hangja (1. szinkron) | Magyar hangja (2. szinkron) |
| ---------------------------------------- | ------------------ | --------------------------- | --------------------------- |
| Johnny Finger, Rumpo Kid                 | Sidney „Sid” James | Csákányi László             | Szombathy Gyula             |
| Burke bíró                               | Kenneth Williams   | Agárdy Gábor                | Szacsvay László             |
| Marshal P. Knutt                         | Jim Dale           | Tordy Géza                  | Kerekes József              |
| Nagy Rakás indián főnök                  | Charles Hawtrey    | Körmendi János              | Harsányi Gábor              |
| Belle Armitage                           | Joan Sims          | Pécsi Ildikó                | Hámori Ildikó               |
| Annie Oakley                             | Angela Douglas     | Szegedi Erika               | Kiss Erika                  |
| Kis Rakás, Nagy Rakás fia                | Bernard Bresslaw   | N/A                         | N/A                         |
| Doktor                                   | Peter Butterworth  | Farkas Antal                | ifj. Jászai László          |
| Charlie, a csapos                        | Percy Herbert      | Horváth László              | Csuja Imre                  |
| Albert Earp seriff                       | Jon Pertwee        | Sinkovits Imre              | Áron László                 |
| Sam Houston ezredes                      | Sydney Bromley     | Rajz János                  | Pusztai Péter               |
| Dolores                                  | Edina Ronay        | Dallos Szilvia              | Zakariás Éva                |
| Hivatalnok                               | Lionel Murton      | N/A                         | Kardos Gábor                |
| Curly, göndör szőke cowboy               | Peter Gilmore      | Csurka László               | Bácskai János               |
| Josh, a temetkezési vállalkozó           | Davy Kaye          | Suka Sándor                 | Kocsis György               |
| Perkins                                  | Larry Cross        | Tomanek Nándor              | Csuha Lajos                 |
| Belügyminiszter (ISzDb:„belügyi biztos”) | Alan Gifford       | Simon György                | N/A                         |
| Miss Jones, a miniszter titkárnője       | Margaret Nolan     | Nádasi Myrtill              | N/A                         |
| Kitikata, indián lány                    | Sally Douglas      | N/A                         | N/A                         |

## Filmzene
A Folytassa, cowboy volt a sorozat első olyan filmje, amelyhez önálló főcímdalt írtak, amelynek refrénje a film angol címe (Carry on Cowboy). A bárjelenetben Annie (Angela Douglas) a „This is the Night for Love” című dalt énekli. Mindkét szám zeneszerzője Eric Rogers, szövegírója Alan Rogers. Angela Douglas énekét maga Eric Rogers kísérte zongorán.
A kánkán tánczenéje Jacques Offenbach Orfeusz az alvilágban c. operettjéből való. A kánkánt a Ballet Montparnasse együttes táncosnői adják elő.

## Vígjátéki eszközök
A sorozat előző filmjéhez, a Folytassa Kleóhoz hasonlóan itt is egy szimpla történetet látunk, számtalan helyzetkomikummal, kétértelmű szöveggel, félreértéssel színesítve. Nagyszámú klisét, helyszínt, nevet, karaktert és geget vettek át parodizált formában korábbi nagysikerű „komoly” westernfilmekből. Így lett A holnap hősei városából, a film eredeti címéből, Dodge City-ből „Stodge City”; a könyörtelen Wyatt Earp-ből a félvakon hadonászó Albert Earp. A botcsinálta Marshal P. Knut nevének kiejtése [pínat], azonos az angol „Peanut” szóval, amely szleng jelentése „kisszerű, nudli”.
A filmet záró nagy leszámolás jelenete az 1952-es Délidő (High Noon) westernfilm fináléját parodizálja.
A film egyik plakátján a „How the West was lost?” (Hogyen veszett el a Vadnyugat?) felirat szerepel, amely a „How the West was won?” (Hogyan hódítottuk meg Vadnyugatot?) heroizált jelszó kiforgatása, egyben utalás Henry Hathaway, John Ford és George Marshall rendezők monumentális westernfilmjére, a három évvel korábban, 1962-ben bemutatott A vadnyugat hőskorá-ra, melynek ugyanez volt az eredeti angol címe.
A két méter magas óriás, Bernard Bresslaw első szerepét játszotta a Folytassa-sorozatban, mint Kis Rakás, a nála fél méterrel alacsonyabb Nagy Rakás indián törzsfőnök (Charles Hawtrey) melák fia. Később még 13 további Folytassa-filmben szerepelt.

## Idézetek
A filmet a magyar mozik 1967-ben mutatták be, magyar szinkronnal. Szerzőjére nem lelhető fel információ. Az első, 1967-es szinkron kiválóan visszaadta az eredeti angol szöveg nyelvi játékait, kétértelműségeit. Több kiszólása szállóigévé vált a korabeli köznyelvben.  
- „A nevem Belle, de barátaimnak csak Bimm-Bamm.” Rumpo reagál: „Én is megkongatnálak,”

- „Johnny, elfelejtetted, hogy én vagyok a te Bimm-Bammod?” – könyörög Belle az őt elhagyni készülő Rumpónak. „Sajnálom, szívem, de a te Bimmed már rég nem Bammol”, hangzik a válasz és Rumpo megy Annie után.

- „Aranyér a Medve-csapáson!” (a második szinkronban „Arany a Medve-pataknál”) – kiáltja az ivóba berontó Nagy Rakás (Charles Hawtrey). Mindenki kirohan és elvágtat, az alkoholista törzsfőnök holtrészegre issza magát az otthagyott poharakból és üvegekből.

- „Három mérföldet lovagoltam, mire rájöttem, hogy Medve-csapás nevű hely nem is létezik”, mondja a bosszúsan visszatérő Charlie.

- „Dolores, bemész a marsall irodájába és elfoglalod fél órára.” „De hogyan? Félóra hosszú idő." „Emlékszel, mit mondott anyád, mit NE csinálj? Hát AZT csináld.”

## További információ
- Folytassa, cowboy! a PORT.hu-n (magyarul)
- Folytassa, cowboy! az Internetes Szinkronadatbázisban (magyarul)
- Folytassa, cowboy! az Internet Movie Database-ben (angolul)
- Folytassa, cowboy! a Rotten Tomatoeson (angolul)
- Folytassa, cowboy! a Box Office Mojón (angolul)
- Robert Ross. The Carry On Companion. London: B.T. Batsford (2002). ISBN 0-7134-8771-2

- Carry On Cowboy (angol nyelven). The Whippit Inn. [2020. február 22-i dátummal az eredetiből archiválva]. (Hozzáférés: 2021. január 22.)

- Carry On Cowboy (angol nyelven). Carry On Line (carryonline.com). [2021. május 12-i dátummal az eredetiből archiválva]. (Hozzáférés: 2021. január 22.)

- Carry On Cowboy. 1965 British comedy film (angol nyelven). British Comedy Guide (comedy.co.uk). (Hozzáférés: 2021. január 24.)

- Folytassa, cowboy! (1965), film magyar szinkronnal. videa.hu. (Hozzáférés: 2021. január 22.)